# ビクター・M・ブランコ望遠鏡
ビクター・M・ブランコ望遠鏡（ビクター エム ブランコぼうえんきょう、英: Víctor M. Blanco Telescope）またはブランコ 4m望遠鏡は、チリのセロ・トロロ山の山頂にあるセロ・トロロ汎米天文台(CTIO)に設置された口径4mの反射望遠鏡である。
アメリカ・アリゾナ州のキットピーク国立天文台に建設されたマイヨール望遠鏡の同型の望遠鏡を南半球にも設置するために、1974年に着工され1976年に完成した。
1995年に、この望遠鏡の名前をプエルトリコの天文学者で、CTIOの所長としてこの望遠鏡の建設に携わったビクター・マニュエル・ブランコに記念して現在の名前が命名された。
この望遠鏡は、1976年の完成以降、ヨーロッパ南天天文台が口径8.2mの超大型望遠鏡VLTの1基目を完成させた1998年までの間、南半球最大の望遠鏡であった。
現在、この望遠鏡の主要観測装置としてダークエネルギーカメラ（DECam）が搭載されており、ダークエネルギーサーベイと呼ばれる大規模な観測プログラムに使用されている。DECamは2012年9月にファーストライトを迎えた。
DECamが登場するまでは、Mosaic IIと呼ばれるカメラが1999年からずっと使用されてきた。このカメラは1998年にキットピークのマイヨール望遠鏡で導入されたKNPO Mosaic cameraと対になるカメラで、それぞれ北半球と南半球の観測を分担していた。この対になったカメラは様々な天文サーベイで使用され、大きな成果を生み出した。

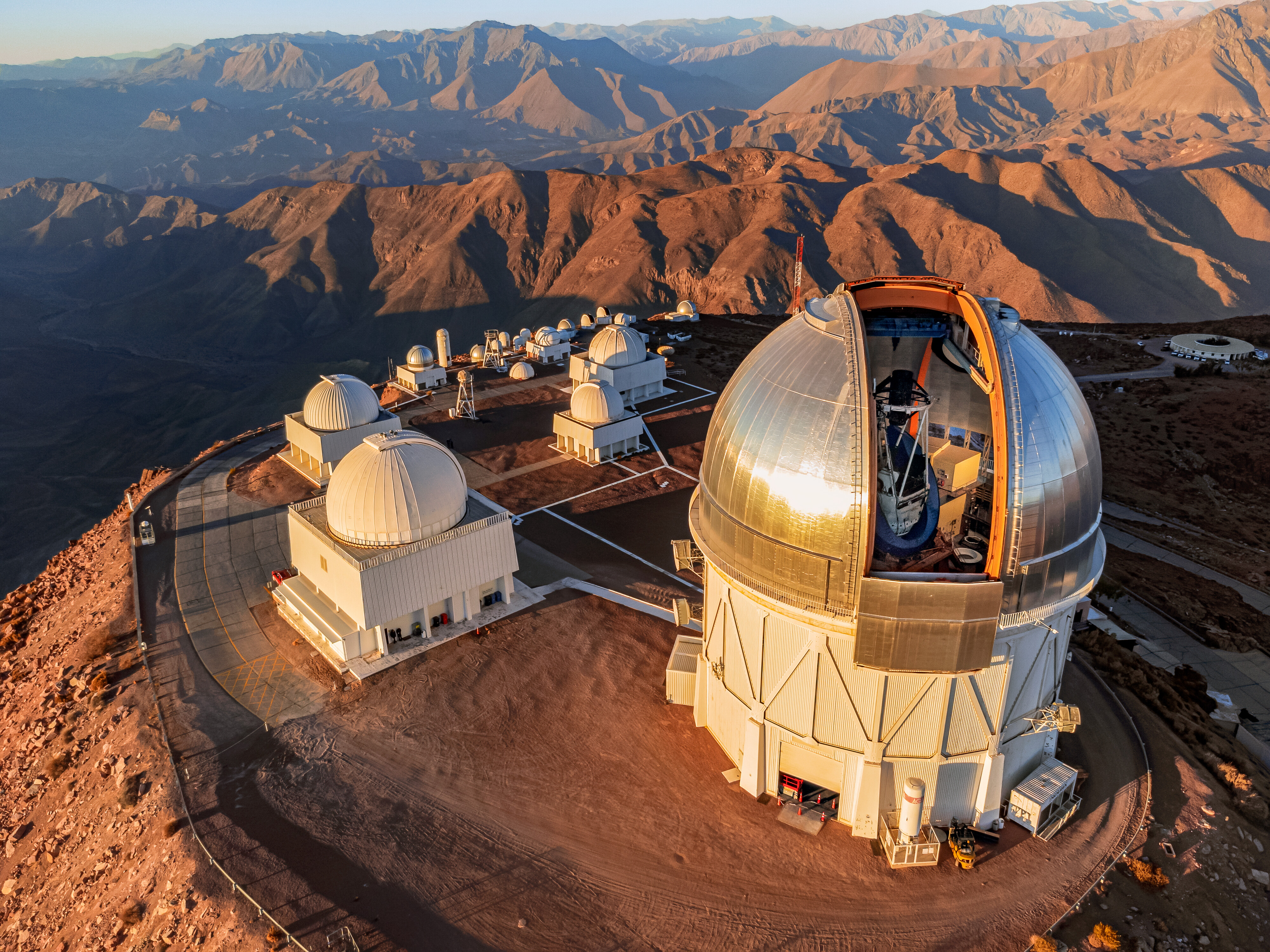
セロ・トロロ山山頂にあるビクター・M・ブランコ望遠鏡（手前の大きなドーム）と、そのほかのNOIRLabが管轄する望遠鏡群
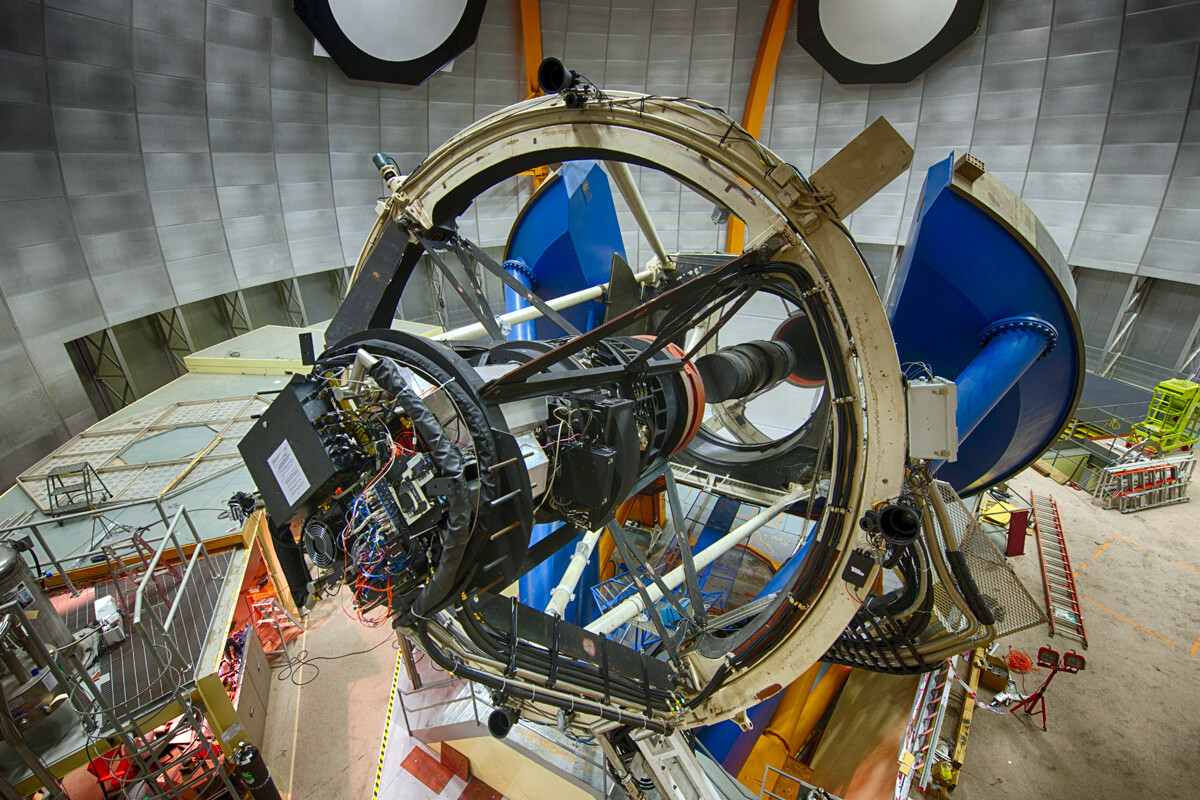
ドーム内のビクター・M・ブランコ望遠鏡で、主焦点部にDECamが搭載されている

| #  | 望遠鏡                                                            | 画像 | 口径   | 主鏡 面積 | 設置地の標高 | ファースト ライト | 特別貢献者                 |
| -- | ----------------------------------------------------------------- | ---- | ------ | --------- | ------------ | ----------------- | -------------------------- |
| 1. | BTA-6 (ロシア科学アカデミー天体物理学観測所)                      |      | 605 cm | 26 m2     | 2070m        | 1975年            | ムスチスラフ・ケルディシュ |
| 2. | ヘール望遠鏡 (パロマー天文台)                                     |      | 508 cm | 20 m2     | 1713m        | 1949年            | ジョージ・ヘール           |
| 3. | マイヨール望遠鏡 (キットピーク国立天文台)                         |      | 401 cm | 10 m2     | 2120m        | 1973年            | ニコラス・マイヨール       |
| 4. | ビクター・M・ブランコ望遠鏡 (セロ・トロロ汎米天文台)              |      | 401 cm | 10 m2     | 2200m        | 1976年            | ニコラス・マイヨール       |
| 5. | アングロ・オーストラリアン望遠鏡 (サイディング・スプリング天文台) |      | 389 cm | 12 m2     | 1742m        | 1974年            | チャールズ3世              |
| 6. | ESO3.6 m望遠鏡 (ラ・シヤ天文台)                                   |      | 357 cm | 8.8 m2    | 2400m        | 1976年            | アドリアーン・ブラウ       |
| 7. | C・ドナルド・シェーン望遠鏡 (リック天文台)                        |      | 305 cm | ~7 m2     | 1283m        | 1959年            | ニコラス・マイヨール       |